# Punta Falconera
La punta Falconera és un cap del litoral del municipi de Roses (Alt Empordà), a la Costa Brava, situat al S de la península del cap de Creus, a l'extrem N del golf de Roses. Separa la cala Montjoi, a l'E, i les cales de Canyelles Grosses i Canyelles Petites, a l'O. Deu el seu nom a la presència històrica de falcons i xoriguers a la zona. Actualment, hi ha acreditada una parella de falcons pelegrins amb polls.
El pronunciat sortint d'aquest cap és el punt més meridional de la península del cap de Creus i fa que l'acció del mar i del vent faciliti una costa sorrenca a l'E i, en canvi, una de rocallosa a l'O.
El paratge és una àrea protegida de gran riquesa natural, terrestre i marina, que forma part del Parc Natural del Cap de Creus.
És un indret de gran diversitat botànica. La vegetació arbòria més comuna és el pi blanc, el pi pinyoner i l'alzina. Quant als arbustos, poden trobar diverses classes d'estepa: la blanca, la negra i la borrera; brucs, ginesta, cap d'ase, farigola, fonoll, lligabosc, però el romaní és el més abundant.

## La bateria de costa de punta Falconera
Des d'aquest cap es té domini visual de tot el golf de Roses i l'interès estratègic d'aquest fet motivà l'ús històric del lloc com a punt de guaita i de vigilància del trànsit marítim. Entre 1944 i 1993 fou ocupat per l'exèrcit espanyol, que hi construí una bateria de costa formada per cinc búnquers artillats; aquesta bateria formava part del pla de fortificacions de l'eix pirinenc (conegut com a Línia P o Línia Gutiérrez) decidit per la dictadura franquista per prevenir una possible invasió aliada durant la Segona Guerra Mundial. La presència militar evità que el paratge fos malmès per l'especulació urbanística.
L'Ajuntament de Roses, propietari de la zona, està rehabilitant aquestes construccions amb la intenció de convertir-les en un centre d'interpretació del sensorial del cap de Creus.